# 大友浩 (フランス文学者)
大友 浩（おおとも ひろし、1940年（昭和15年）4月17日 - ）は、日本のフランス文学者。文学博士（東京大学）。Ph.D.（ボルドー大学）。元北星学園大学学長。現在、北海道大学及び北星学園大学名誉教授。山形県鶴岡市出身。

## 来歴
1963年東京大学教養学部卒業。1968年同大学院文学研究科博士課程修了。1971年ボルドー大学大学院文学研究科博士課程修了。1971年北海道大学文学部助教授。その後、同文学部教授。1994年大妻女子大学社会情報学部教授。北海道大学名誉教授。2000年北星学園大学学長に就く。2002年北星学園大学短期大学部学長に就く。2006年同学長退任。同文学部教授。2008年北星学園大学退職。同名誉教授。

## 著書
- 深瀬忠一と共編『北国の理想 : クラーク精神の純化と展開』（新教出版社, 1982年）
- 『「使徒信条」と現代(無教会文庫：43)』（キリスト教図書出版社, 1996年）